# Dilogia
La dilogia o diloghia (dal greco dís, doppio, e lógos, parola, discorso) è una figura retorica che consiste nel ripetere una o più parole in modo da ottenere maggiore efficacia espressiva.
Il termine sta anche a indicare una coppia di opere (letterarie, musicali, cinematografiche o figurative) di uno stesso autore, che svolgono uno stesso tema o possono comunque costituire una unità, sul modello di termini analoghi come trilogia, tetralogia, ecc.